# 露西·腾博
露辛达·玛丽·"露西"·特恩布尔，AO（英語：Lucinda Mary "Lucy" Turnbull，1958年3月30日—），旧姓赫格斯（Hughes），澳大利亚女性企业家、政治人物。1999年她首次入选悉尼市议会；2003至2004年曾任悉尼市长，为第一个担任这一职务的女性。离职后她在一家从事市政规划的公司任职高管，同时身兼数个相关非盈利组织的董事会成员。丈夫为前任澳大利亚总理马尔科姆·特恩布尔，两人有一子一女。

## 早年生活和教育
露西·特恩布尔的娘家姓是休斯，其父为前澳洲律政大臣汤姆·休斯。 她的曾祖父托马斯·休斯爵士为第一任悉尼市市长。露西早年就读于肯阔罗斯湾圣心中学和弗伦山姆中学, 后来就读于悉尼大学并于1982年获得法学学士学位。 她还拥有新南威尔士大学澳大利亚管理研究所的工商管理硕士学位。

## 政治生涯
露西·特恩布尔1999年以无党籍候选人的身份入选悉尼市议会并担任副市长一职，时任市长为弗兰克·萨特。后来萨特因为投身新南威尔士州一级的政治而辞去市长一职时露西接替了他的职位。2004年初，时任新南威尔士州长鲍勃·卡尔强行合并了悉尼市议会和南悉尼市议会 ，并任命三名专员负责搭建新议会的政治框架，露西就是其中之一。她后来回忆说，正是当时以鲍勃·卡尔为首的工党州政府咄咄逼人的气势把她推到了克洛弗·莫尔一边。为了不让悉尼市落入工党手中她鼓励后者参选悉尼市长的职位。
2003年，时任悉尼市市长的露西授予诺贝尔和平奖获得者昂山素季悉尼的钥匙，是为悉尼市最高荣誉。

## 商务活动和社区建设
露西在商务法和投资银行业有很深的造诣。她是私人投资公司Turnbull的高级管理人员。她还是澳交所上市公司Prima Biomed Limited的董事长。
露西对城市建设规划管理和技术革新引发的经济变革都有浓厚的兴趣。1999年她出版了《悉尼：一座城市的自传》一书。她也是悉尼市政发展局的独立委员。这一机构致力于振兴悉尼的部分地区。其中她特别关注红坊-滑铁卢区。2005年其露西兼任澳洲技术园董事会成员；2012年其又兼任一家名为悉尼委员会的智库的董事长。这一组织为大悉尼地区的公共部门，私营部门和非盈利部门服务，专注于这座大都市的未来。
2010年7月起露西担任澳大利亚政府理事会城市专家咨询小组副组长，咨询小组直属于澳大利亚政府理事会改革委员会。咨询小组在2012年3月1日就市政规划系统是否执行了政府理事会的要求向改革委员会公布了一份报告。
露西·特恩布尔也活跃于非盈利部门。目前她也是悉尼大学美国研究中心、悉尼双年展、红坊基金会、特恩布尔基金会的董事会的成员以及儿童发展组织DICE Kids的赞助人。在医疗和科研方面曾于新南威尔士癌症研究所的董事会、悉尼儿童医疗基金会、悉尼癌症中心、墨尔本信息技术学会等部门任职。
2011年1月26日，由于其通过慈善事业为医疗、社会福利、教育、青年和文化组织、地方政府和商业筹款的杰出贡献，露西·腾博被授予澳大利亚官佐勋章。

## 个人生活

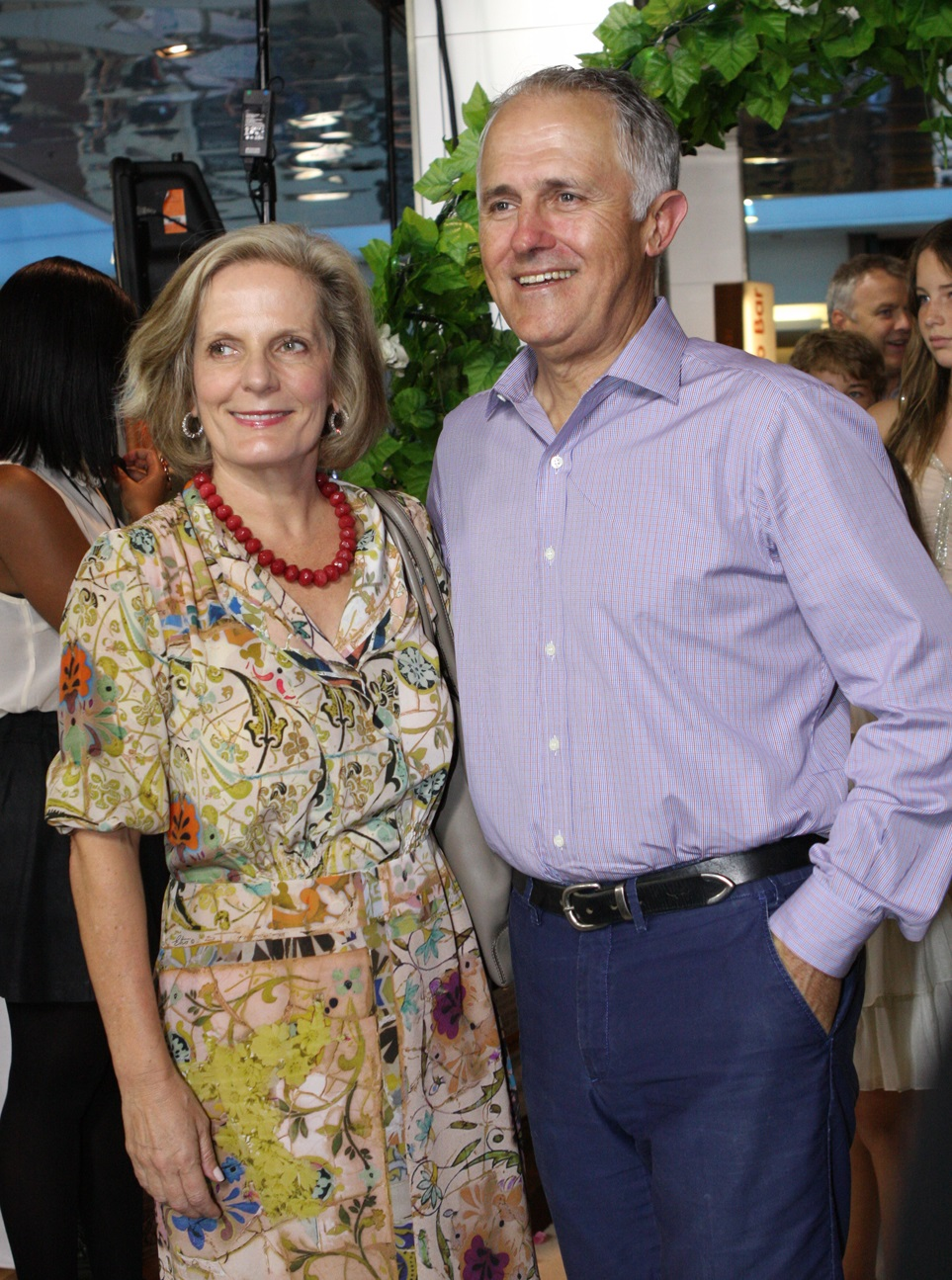
露西·腾博和丈夫马尔科姆·特恩布尔，2012年

19岁时露西认识了大她四岁的马尔科姆·特恩布尔。 后者通过他的朋友鲍勃·卡尔开始跟她约会。1980年3月22日两人在英格兰牛津郡的卡姆纳结婚， ，婚礼由一位圣公会牧师主持，尽管当时特恩布尔信仰长老宗而露西是天主教教徒。 
露西曾遭遇两次流产，之后育有一子亚历克斯和一女黛西
。 特恩布尔自2004年起担任温特沃斯区众议院议员并两度出任自由党党魁，并曾任澳大利亚总理。
露西夫妇在悉尼和猎人谷都有房产，在堪培拉 和纽约市也有公寓。

## 出版物
- Turnbull, Lucy. . Random House. 1999. ISBN 0-09-183905-X.